# Thomas Francis Cusack
Thomas Francis Cusack (* 22. Februar 1862 in New York City, USA; † 12. Juli 1918 in Albany) war Bischof von Albany.

## Leben
Thomas Francis Cusack besuchte das St. Francis Xavier’s College. Anschließend studierte Cusack Philosophie und Katholische Theologie am St. Joseph’s Seminary in Troy. Er empfing am 30. Mai 1885 das Sakrament der Priesterweihe.
Anschließend war Cusack Kurat der St. Teresa’s Church. 1890 wurde er Pfarrer der Pfarrei St. Peter in Rosendale. Thomas Francis Cusack wurde 1897 Superior der Erzbischöflichen Missionsgesellschaft. Während des Spanisch-Amerikanischen Krieges war er Militärkaplan in Chickamauga, Georgia.
Am 11. März 1904 ernannte ihn Papst Pius X. zum Titularbischof von Themiscyra und bestellte ihn zum Weihbischof in New York. Der Erzbischof von New York, John Murphy Farley, spendete ihm am 25. April desselben Jahres in der St. Patrick’s Cathedral in New York City die Bischofsweihe; Mitkonsekratoren waren der Bischof von Buffalo, Charles Henry Colton, und der Bischof von Trenton, James Augustine McFaul. Zudem war Thomas Francis Cusack von 1904 bis 1915 Pfarrer der Pfarrei St. Stephen.
Am 5. Juli 1915 ernannte ihn Papst Benedikt XV. zum Bischof von Albany.